# Showdown
Showdown là một từ tiếng Anh để chỉ một trận đấu tranh quyết định giữa hai hay nhiều đối tác.